# South Pavilion
Le South Pavilion est un édicule américain faisant partie de Monticello, la plantation ayant appartenu à Thomas Jefferson dans le comté d'Albemarle, en Virginie. Construit et habité par le futur président des États-Unis dès 1770, ce pavillon en briques est la plus ancienne construction sur ce site classé au patrimoine mondial depuis 1987.
Le South Pavilion présente deux pièces de 18 pieds par 18 pieds occupant chacune l'un des deux étages. En haut se trouvait une chambre à coucher où sa femme Martha Wayles Skelton Jefferson vint rejoindre Jefferson à compter de 1772 et où leur première fille Martha Jefferson Randolph naquit cette même année. Au rez-de-chaussée se trouvait une cuisine où des esclaves accomplissaient également d'autres tâches ménagères que la préparation des repas.
Après avoir déménagé dans la maison principale construite un peu plus tard, Jefferson fit rénover le South Pavilion en 1808. Il déplaça aussi la cuisine dans l'aile le connectant désormais à la maison et transforma le rez-de-chaussée en blanchisserie. En outre, il fit construire en 1809 un second pavillon de l'autre côté du jardin pour servir de pendant au South Pavilion.